# René del Risco Bermúdez
René del Risco Bermúdez (* 8. Mai 1937 in San Pedro de Macoris; † 20. Dezember 1972 in Santo Domingo) war ein dominikanischer Schriftsteller und Publizist.
Der Enkel des Schriftstellers Federico Bermúdez und Cousin des Moderators Yaqui Núñez del Risco studierte Ende der 1950er Jahre in Santo Domingo Jura an der Universidad Autónoma de Santo Domingo. Er schloss sich dem Widerstand gegen den Diktator Rafael Trujillo an, wurde 1960 verhaftet und nach Puerto Rico deportiert.
Nach dem Sturz Trujillos kehrte er in die Dominikanische Republik zurück und widmete sich der Literatur. Mit Marcio Veloz Maggiolo, Miguel Alfonseca, Ramón Francisco und anderen gründete er die Kulturgruppe El Puño. Daneben leitete er im Rundfunk Sendungen wie Atardecer und Montecarlo.  Er veröffentlichte mehrere Gedichtbände und Erzählungen. Den Roman El cumpleaños de Porfirio Chávez, der sich mit den Folgen der Trujillo-Diktatur auseinandersetzte, hinterließ er unveröffentlicht. Er wurde von den Ediciones Cielonaranja posthum herausgegeben. Del Risco kam 1972 bei einem Autounfall ums Leben.

## Werke
- El viento frío, Gedichte, 1967
- Ahora que vuelvo, Ton…, 1968
- En el barrio no hay banderas, Erzählungen 1974–1989
- Cuentos y poemas completos (1981)
- Obra completa (drei Bände)
- El cumpleaños de Porfirio Chávez, Roman